# Gertrud Gidlund
Gertrud Ebba Eugenie Dagsdotter Gidlund, ogift Strömbäck, född 27 februari 1938 i Chicago i USA, död 27 februari 2011 i Hedemora i Dalarnas län, var en svensk bokförläggare, krönikör och konstnär.
Gertrud Gidlund var dotter till professor Dag Strömbäck och filosofie kandidat Ester Strömbäck, ogift Olivecrona. Hon hade examen från Journalisthögskolan 1962, var utbildad vid Gerlesborgsskolan 1962–1965 och blev filosofie kandidat 1975. Hon var journalist hos Lidman-pressen 1958–1960, redaktionssekreterare hos STF 1962–1963, hos Farm Revy 1964–1967 och förbundssekreterare hos RFHL 1966–1968. Från 1968 var hon redaktör och bokförläggare hos Gidlunds förlag.
Första gången var hon gift 1962–1968 med journalisten Jan Lindström (1937–2015) och andra gången från 1969 med bokförläggaren Krister Gidlund (1943–2010).